# فرودگاه روما
فرودگاه روما (به انگلیسی: Roma Airport) یک فرودگاه با کد یاتا RMA است که یک باند فرود آسفالت دارد و طول باند آن ۱۵۰۴ متر است. این فرودگاه در کشور استرالیا قرار دارد .